# Zamek w Okehampton
Zamek w Okehampton (ang. Okehampton Castle) – ruiny zamku w stylu motte w angielskim mieście Okehampton w hrabstwie Devon. Jest jednym z największych zamków hrabstwa. Obecnie znajduje się pod opieką organizacji English Heritage.
Zamek wybudowano w XI w. Jest wymieniony w Domesday Book. Do XVI w. należał do rodu Courtenay, w XIV w. został przebudowany przez Hugh Courtenaya. Prawdopodobnie zamek nie został nigdy zaatakowany. Ostatni właściciel zamku, Henry, markiz Exeteru opuścił go w 1539, gdy został przez Henryka VIII uznanym za zdrajcę i wkrótce potem stracony. Od tego czasu zamek popadł w ruinę, obecnie zachował się tylko plan główny budowli i niektóre ściany.

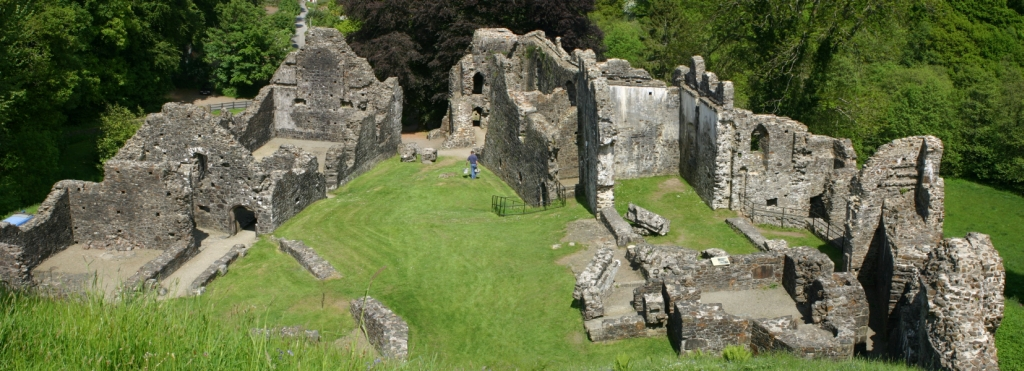